# Di-epoxybutaan
Di-epoxybutaan, ook bioxiraan of butadieendi-epoxide genoemd, is een organische verbinding met twee epoxidegroepen. Het is een kleurloze, ontvlambare vloeistof, beperkt oplosbaar in water. Er zijn verschillende enantiomere vormen: D,L-di-epoxybutaan, D-di-epoxybutaan, L-di-epoxybutaan en meso-di-epoxybutaan. Di-epoxybutaan is een oxidatieproduct van 1,3-butadieen. De synthese van de stof werd voor het eerst beschreven in 1884 door S. Przybytek.

## Toepassingen
Als epoxide is het een erg reactieve stof. Ze wordt gebruikt als chemisch tussenproduct en in de polymeerchemie als crosslinker, onder meer van textielvezels.

## Toxicologie en veiligheid
Di-epoxybutaan is irriterend voor de ogen, huid, slijmvliezen en ademhalingsorganen en kan dodelijk zijn bij hoge blootstelling. Ze is een mutagene stof; ze kan crosslinks vormen tussen de DNA-strengen of tussen DNA en een proteïne. Ze vormt een conjugaat met glutathion dat een sterk mutageen karakter heeft, sterker nog dan di-epoxybutaan zelf. Ze is carcinogeen gebleken bij dierproeven en is wellicht kankerverwekkend bij de mens.